# Categoría Primera A (2002)
I liga kolumbijska w piłce nożnej (2002)
Mistrzem Kolumbii turnieju Apertura został klub América Cali, natomiast wicemistrzem Kolumbii – klub Atlético Nacional.
Mistrzem Kolumbii turnieju Finalización został klub Independiente Medellín, natomiast wicemistrzem Kolumbii – klub Deportivo Pasto.
Do Copa Libertadores w roku 2003 zakwalifikowały się następujące kluby:
- América Cali (mistrz Apertura)
- Independiente Medellín (mistrz Finalización)
- Deportivo Cali (1. miejsce w tabeli sumarycznej)

Do Copa Sudamericana w roku 2002 zakwalifikowały się następujące kluby:
- América Cali (mistrz Apertura)
- Atlético Nacional (wicemistrz Apertura)

Do Copa Sudamericana w roku 2003 zakwalifikowały się następujące kluby:
- Atlético Nacional (wicemistrz Apertura)
- Deportivo Pasto (wicemistrz Finalización)

Kluby, które spadły do II ligi:
- Real Cartagena (ostatni w tabeli spadkowej)

Na miejsce spadkowiczów awansowały z drugiej ligi następujące kluby:
- Centauros Villavicencio – mistrz II ligi

## Torneo Apertura 2002

### Apertura 1
| Data          | Mecz |
| ------------- | --- |
| 3 lutego 2002 | Deportivo Tuluá – Once Caldas 0:3 César Augusto Hernández 3, Léider Preciado 17, Jorge Díaz 84                                 |
| 3 lutego 2002 | Deportivo Cali – Quindío Armenia 2:3 Julián Barragán 41, Leonardo Mina Polo 65 – Edixon Perea 29, 51, Maximiliano Torres 75    |
| 3 lutego 2002 | Deportivo Pereira – América Cali 0:0                                                                                           |
| 3 lutego 2002 | Atlético Nacional – Atlético Junior 4:1 Luis Robinson Rentería 22, 75, Óscar Restrepo 34, Jorge Agudelo 61k – Elson Becerra 15 |
| 3 lutego 2002 | Unión Magdalena – Real Cartagena 2:1 José Segundo Herrera 37, Luis Zuleta 83k – Fredy Torres 51k                               |
| 3 lutego 2002 | Envigado – Independiente Medellín 1:0 Jaques Carvalho 82                                                                       |
| 3 lutego 2002 | Independiente Santa Fe – Tolima Ibagué 2:0 Edgar Alexander Ramos 20, Tommy Mosquera 34                                         |
| 3 lutego 2002 | Atlético Bucaramanga – Millonarios FC 2:0 César Alberto Vásquez 8, Wilson Carpintero 76                                        |
| 3 lutego 2002 | Atlético Huila – Deportivo Pasto 2:1 Blaimir Ambuila 32, 79 – Henry Valderrama 60                                              |

### Apertura 2
| Data           | Mecz |
| -------------- | --- |
| 10 lutego 2002 | América Cali – Deportivo Tuluá 1:1 Jairo Fernando Castillo 9 – William Vásquez 74                                       |
| 10 lutego 2002 | Once Caldas – Deportivo Cali 1:1 Léider Preciado 54k – Leonardo Mina Polo 6                                             |
| 10 lutego 2002 | Quindío Armenia – Deportivo Pereira 2:0 Nondier Romero 17, Edixon Perea 56                                              |
| 10 lutego 2002 | Real Cartagena – Atlético Nacional 0:0                                                                                  |
| 10 lutego 2002 | Independiente Medellín – Unión Magdalena 4:1 Jorge Horacio Serna 6, 56, 93, David Fernando Montoya 76 – Luis Zuleta 37k |
| 10 lutego 2002 | Deportivo Pasto – Independiente Santa Fe 0:3 Tommy Mosquera 35, Edgar Francisco Delgado 60, 68                          |
| 10 lutego 2002 | Tolima Ibagué – Atlético Bucaramanga 1:1 Hugo Arrieta 18 – Orlando Ballesteros 78                                       |
| 10 lutego 2002 | Millonarios FC – Atlético Huila 2:1 Marcelino Rentería 33, Juan Carlos Jaramillo 85 – Adelmo Vallecilla 77              |
| 21 lutego 2002 | Atlético Junior – Envigado 0:1 Yesid Trujillo 60                                                                        |

### Apertura 3
| Data           | Mecz |
| -------------- | --- |
| 13 lutego 2002 | Deportivo Cali – Deportivo Tuluá 0:1 Frank Torres 78                                                                          |
| 13 lutego 2002 | Deportivo Pereira – Once Caldas 1:1 Christopher Moreno 51 – Léider Preciado 5                                                 |
| 13 lutego 2002 | Quindío Armenia – América Cali 3:3 Edixon Perea 1, 32, Juan Carlos Palacios 7k – Jorge Banguero 11, Edison Mafla 65k, 90      |
| 13 lutego 2002 | Atlético Nacional – Independiente Medellín 1:1 Óscar Restrepo 69 – David Fernando Montoya 92                                  |
| 13 lutego 2002 | Atlético Bucaramanga – Deportivo Pasto 0:0                                                                                    |
| 13 lutego 2002 | Independiente Santa Fe – Atlético Huila 2:2 Edgar Alexander Ramos 69, Tommy Mosquera 91 – Blaimir Ambuila 9, Álvaro Torres 55 |
| 13 lutego 2002 | Unión Magdalena – Envigado 2:0 José Segundo Herrera 70, Luis Zuleta 83k                                                       |
| 13 lutego 2002 | Real Cartagena – Atlético Junior 1:0 Edú Aponzá 41                                                                            |
| 7 marca 2002   | Tolima Ibagué – Millonarios FC 0:0                                                                                            |

### Apertura 4
| Data           | Mecz |
| -------------- | --- |
| 16 lutego 2002 | Deportivo Tuluá – Deportivo Pereira 0:1 Hernán Darío Cardona 36                                                     |
| 17 lutego 2002 | Deportivo Cali – América Cali 2:1 Giovanni Hernández 34, Carlos Castillo 40 – Edison Mafla 23                       |
| 17 lutego 2002 | Once Caldas – Quindío Armenia 1:2 Manuel Eugenio Galarcio 75 – Juan Carlos Palacios 3k, Nondier Romero 84           |
| 17 lutego 2002 | Unión Magdalena – Atlético Junior 2:1 Luis Zuleta 17k, José Segundo Herrera 69 – Carlos Alberto Ortíz 84            |
| 17 lutego 2002 | Envigado – Atlético Nacional 2:0 Andrés Guapacha 76, Camilo Andrés Giraldo 93                                       |
| 17 lutego 2002 | Independiente Medellín – Real Cartagena 2:1 David Fernando Montoya 41k, Juan Pablo Tobón 46 – Luis Omar Valencia 29 |
| 17 lutego 2002 | Independiente Santa Fe – Millonarios FC 0:0                                                                         |
| 17 lutego 2002 | Atlético Huila – Atlético Bucaramanga 2:0 Duván Hernández 42, Gabriel Ramón García 95                               |
| 17 lutego 2002 | Deportivo Pasto – Tolima Ibagué 1:3 Oyié Flavié 67 – Hugo Arrieta 7, 50, Amir Buelvas 41                            |

### Apertura 5
| Data           | Mecz |
| -------------- | --- |
| 23 lutego 2002 | Quindío Armenia – Deportivo Tuluá 2:2 Edwin Rivas 44, Freddy León 89k – Rogerio Pereira 39, Robinson Rojas 65               |
| 24 lutego 2002 | Deportivo Pereira – Deportivo Cali 2:1 Christopher Moreno 2, Rafael Arlex Castillo 86 – Elkin Antonio Murillo 15            |
| 24 lutego 2002 | Millonarios FC – Deportivo Pasto 2:1 Sebastián López 58, Juan Carlos Jaramillo 70 – Jorge Hernando Vidal 53                 |
| 24 lutego 2002 | Atlético Junior – Independiente Medellín 2:1 Ricardo Ciciliano 53, Marquinho Cardozo 55 – David Fernando Montoya 47         |
| 24 lutego 2002 | Real Cartagena – Envigado 0:1 Víctor Javier Cortés 30                                                                       |
| 24 lutego 2002 | Atlético Nacional – Unión Magdalena 1:0 Iván José Velásquez 22                                                              |
| 24 lutego 2002 | Tolima Ibagué – Atlético Huila 0:0                                                                                          |
| 24 lutego 2002 | Atlético Bucaramanga – Independiente Santa Fe 1:0 Orlando Ballesteros 30                                                    |
| 11 maja 2002   | América Cali – Once Caldas 3:1 Nondier Romero 12, Fabián Andrés Vargas 57, Pablo Jaramillo 92 – Felipe Javier Benalcázar 48 |

### Apertura 6
| Data         | Mecz |
| ------------ | --- |
| 3 marca 2002 | Once Caldas – Atlético Bucaramanga 2:3 Léider Preciado 8, Manuel Eugenio Galarcio 82 – Orlando Ballesteros 19, Luis Moreno Murillo 35, Leonardo Mina Polo 87 |
| 3 marca 2002 | América Cali – Tolima Ibagué 2:1 Edison Mafla 80, Kilian Virviescas 85 – Emerson Paniguti 35                                                                 |
| 3 marca 2002 | Envigado – Atlético Nacional 0:1 Robeiro Moreno 60 |
| 3 marca 2002 | Atlético Junior – Unión Magdalena 2:2 Leonardo Rojano 18, Marquinho Cardozo 42 – Ángelo Labastidas 55, Manuel Sotelo 78                                      |
| 3 marca 2002 | Independiente Medellín – Real Cartagena 0:0 |
| 3 marca 2002 | Atlético Huila – Deportivo Cali 0:3 Giovanni Hernández 27, Elkin Antonio Murillo 50, Hernando Patiño 88                                                      |
| 3 marca 2002 | Millonarios FC – Quindío Armenia 5:0 Marcelino Rentería 31, Henry Zambrano 37, Jaime Bustamante 67, Juan Carlos Jaramillo 78, 89                             |
| 3 marca 2002 | Deportivo Pasto – Deportivo Pereira 0:0 |
| 11 maja 2002 | Deportivo Tuluá – Independiente Santa Fe 0:0 |

### Apertura 7
| Data          | Mecz |
| ------------- | --- |
| 8 marca 2002  | Unión Magdalena – Independiente Medellín 1:1 Carlos Vilarete 2 – Jorge Horacio Serna 13                      |
| 8 marca 2002  | Real Cartagena – Atlético Huila 4:0 James López 18, Héctor Nazarith 43, Lin Carlos Henry 55, Luis Carmona 80 |
| 8 marca 2002  | Atlético Bucaramanga – Deportivo Pereira 1:0 Mauricio Giraldo 56                                             |
| 8 marca 2002  | Quindío Armenia – Deportivo Pasto 0:0                                                                        |
| 8 marca 2002  | Deportivo Cali – Millonarios FC 2:0 Carlos Castillo 60, Giovanny Córdoba 84                                  |
| 8 marca 2002  | Tolima Ibagué – Envigado 2:1 Alexander Orrego 69, 83k – Víctor Javier Cortés 42                              |
| 8 marca 2002  | Atlético Nacional – Atlético Junior 1:1 Óscar Restrepo 12 – Leonardo Rojano 42                               |
| 11 marca 2002 | Independiente Santa Fe – América Cali 1:2 Edgar Alexander Ramos 79 – Tressor Moreno 67, Julián Vásquez 71    |
| 27 marca 2002 | Once Caldas – Deportivo Tuluá 2:1 Sergio Galván Rey 19, Arnulfo Valentierra 82 – Máyer Andrés Candelo 74k    |

### Apertura 8
| Data          | Mecz |
| ------------- | --- |
| 14 marca 2002 | Millonarios FC – Real Cartagena 0:0 |
| 14 marca 2002 | América Cali – Once Caldas 2:2 Tressor Moreno 8, Edison Mafla 48k – Sergio Galván Rey 39, 75k                                                                             |
| 14 marca 2002 | Deportivo Pasto – Deportivo Cali 5:3 Walter Escobar 21, Jorge Hernando Vidal 65, 92, Edilberto Salazar 72, 74 – Hernando Patiño 8, Jairo Patiño 32, Giovanni Hernández 66 |
| 14 marca 2002 | Envigado – Independiente Santa Fe 0:0 |
| 14 marca 2002 | Atlético Junior – Tolima Ibagué 2:1 Elson Becerra 60, Carlos Alberto Ortíz 70 – Hugo Arrieta 61                                                                           |
| 14 marca 2002 | Deportivo Tuluá – Atlético Bucaramanga 0:1 Luis Quiñónez 48 |
| 14 marca 2002 | Deportivo Pereira – Quindío Armenia 3:0 Christopher Moreno 38, Rafael Arlex Castillo 56k, 64                                                                              |
| 14 marca 2002 | Atlético Huila – Unión Magdalena 1:1 Duván Hernández 86 – Carlos Vilarete 35                                                                                              |
| 11 maja 2002  | Independiente Medellín – Atlético Nacional 1:1 Juan Fernando Leal 11 – Milton Patiño 73                                                                                   |

### Apertura 9
| Data          | Mecz |
| ------------- | --- |
| 16 marca 2002 | Deportivo Tuluá – América Cali 1:3 Rubén Darío Velásquez 90 – Jorge Banguero 37, Julián Vásquez 50, 66k     |
| 17 marca 2002 | Atlético Bucaramanga – Quindío Armenia 2:1 Orlando Maturana 10, Orlando Ballesteros 54 – Nelson Gómez 72    |
| 17 marca 2002 | Deportivo Cali – Deportivo Pereira 3:0 Giovanny Córdoba 14, Giovanni Hernández 43, Carlos Castillo 59       |
| 17 marca 2002 | Real Cartagena – Deportivo Pasto 2:2 Hugo Arias 46, Luis Carmona 61 – Carlos Rendón 54, 88k                 |
| 17 marca 2002 | Unión Magdalena – Millonarios FC 1:0 Carlos Vilarete 62k                                                    |
| 17 marca 2002 | Atlético Nacional – Atlético Huila 2:1 Jorge Agudelo 61, 64 – Germán Casas 41                               |
| 17 marca 2002 | Tolima Ibagué – Independiente Medellín 1:1 Emerson Paniguti 67 – John Jailer Moreno 19                      |
| 17 marca 2002 | Independiente Santa Fe – Atlético Junior 2:0 Edgar Francisco Delgado 11, Edgar Alexander Ramos 47           |
| 17 marca 2002 | Once Caldas – Envigado 4:1 Elkin Soto 55, Jorge Díaz 58, 81, César Augusto Hernández 75 – Carlos Álvarez 82 |

### Apertura 10
| Data          | Mecz |
| ------------- | --- |
| 23 marca 2002 | América Cali – Atlético Bucaramanga 2:0 Pablo Jaramillo 10, Jairo Fernando Castillo 23                          |
| 23 marca 2002 | Envigado – Deportivo Tuluá 2:0 Carlos Álvarez 45, Jaques Carvalho 56                                            |
| 23 marca 2002 | Atlético Junior – Once Caldas 3:1 Néstor Salazar 2, 11k, 68 – Sergio Galván Rey 37                              |
| 23 marca 2002 | Independiente Medellín – Independiente Santa Fe 1:2 Diego Andrés Álvarez 79 – Jeffrey Díaz 36, 81               |
| 23 marca 2002 | Atlético Huila – Tolima Ibagué 2:2 Gabriel Ramón García 20, Blaimir Ambuila 68 – Hugo Arrieta 65, Hugo Gallo 92 |
| 23 marca 2002 | Millonarios FC – Atlético Nacional 0:1 Juan Guillermo Ricaurte 60                                               |
| 23 marca 2002 | Deportivo Pasto – Unión Magdalena 2:1 Óscar Upegui 29, Jorge Hernando Vidal 35 – Carlos Vilarete 87k            |
| 23 marca 2002 | Deportivo Pereira – Real Cartagena 2:1 Roberto Carlos Bolívar 2, Hernán Darío Cardona 74 – Hugo Arias 9k        |
| 23 marca 2002 | Quindío Armenia – Deportivo Cali 0:3 Giovanni Hernández 1, Carlos Castillo 46, 51                               |

### Apertura 11
| Data          | Mecz |
| ------------- | --- |
| 31 marca 2002 | Atlético Bucaramanga – Deportivo Cali 1:2 Orlando Ballesteros 14k – Giovanny Córdoba 62k, Elkin Antonio Murillo 81 |
| 31 marca 2002 | Real Cartagena – Quindío Armenia 0:0                                                                               |
| 31 marca 2002 | Unión Magdalena – Deportivo Pereira 2:1 Luis Zuleta 33, Carlos Vilarete 44 – Hugo Sánchez 46                       |
| 31 marca 2002 | Atlético Nacional – Deportivo Pasto 2:0 Iván José Velásquez 28, Óscar Restrepo 61k                                 |
| 31 marca 2002 | Tolima Ibagué – Millonarios FC 0:0                                                                                 |
| 31 marca 2002 | Independiente Santa Fe – Atlético Huila 3:0 Jeffrey Díaz 8, 55, Lucas Jaramillo 90                                 |
| 31 marca 2002 | Once Caldas – Independiente Medellín 1:0 Raúl Marín 58                                                             |
| 31 marca 2002 | Deportivo Tuluá – Atlético Junior 0:0                                                                              |
| 31 marca 2002 | América Cali – Envigado 1:0 Tressor Moreno 31                                                                      |

### Apertura 12
| Data            | Mecz |
| --------------- | --- |
| 3 kwietnia 2002 | Envigado – Atlético Bucaramanga 2:0 Víctor Javier Cortés 47, Camilo Andrés Giraldo 52                                                                                    |
| 3 kwietnia 2002 | Atlético Junior – América Cali 0:0 |
| 3 kwietnia 2002 | Independiente Medellín – Deportivo Tuluá 1:4 David Fernando Montoya 33k – Paulo Trespalacios 22, Máyer Andrés Candelo 26k, Milton Rodríguez 40, Rubén Darío Velásquez 54 |
| 3 kwietnia 2002 | Atlético Huila – Once Caldas 2:0 Germán Casas 7, Blaimir Ambuila 34 |
| 3 kwietnia 2002 | Millonarios FC – Independiente Santa Fe 0:1 Diego Luis Córdoba 53 |
| 3 kwietnia 2002 | Deportivo Pasto – Tolima Ibagué 2:0 Carlos Rendón 4, 62 |
| 3 kwietnia 2002 | Deportivo Pereira – Atlético Nacional 0:0 |
| 3 kwietnia 2002 | Quindío Armenia – Unión Magdalena 3:1 Nelson Gómez 12, Helmer Caviche 53, Andrés Casañas 86 – José Segundo Herrera 82                                                    |
| 3 kwietnia 2002 | Deportivo Cali – Real Cartagena 1:1 Felipe Arce 63 – James López 59 |

### Apertura 13
| Data            | Mecz |
| --------------- | --- |
| 7 kwietnia 2002 | Atlético Bucaramanga – Real Cartagena 3:0 Wilson Carpintero 19, 63, Célimo Polo 85                                                           |
| 7 kwietnia 2002 | Unión Magdalena – Deportivo Cali 3:2 Luis Zuleta 15, Carlos Mendoza 45, José Segundo Herrera 52 – Giovanni Hernández 54, Giovanny Córdoba 74 |
| 7 kwietnia 2002 | Atlético Nacional – Quindío Armenia 2:2 Óscar Restrepo 37k, 67 – Nelson Gómez 61, Edwin Rivas 88                                             |
| 7 kwietnia 2002 | Tolima Ibagué – Deportivo Pereira 1:2 John Jairo Charría 58 – Carlos Córdoba 61, Rafael Arlex Castillo 87                                    |
| 7 kwietnia 2002 | Independiente Santa Fe – Deportivo Pasto 1:1 Herly Alcázar 75 – Walter Escobar 12                                                            |
| 7 kwietnia 2002 | Once Caldas – Millonarios FC 2:1 Jaminson Hurtado 30, Jorge Díaz 65 – Arley Dinas 79                                                         |
| 7 kwietnia 2002 | Deportivo Tuluá – Atlético Huila 2:1 Milton Rodríguez 8, Julián Barahona 60 – Diego Marlés 52                                                |
| 7 kwietnia 2002 | América Cali – Independiente Medellín 0:0 |
| 7 kwietnia 2002 | Envigado – Atlético Junior 1:0 Jaques Carvalho 65                                                                                            |

### Apertura 14
| Data             | Mecz |
| ---------------- | --- |
| 14 kwietnia 2002 | Atlético Junior – Atlético Bucaramanga 0:0                                                                                     |
| 14 kwietnia 2002 | Independiente Medellín – Envigado 2:2 David Fernando Montoya 38, John Javier Restrepo 52 – Jaques Carvalho 66, Felipe Baloy 87 |
| 14 kwietnia 2002 | Atlético Huila – América Cali 2:0 Blaimir Ambuila 46, Álvaro Torres 41                                                         |
| 14 kwietnia 2002 | Millonarios FC – Deportivo Tuluá 1:0 Jorge Salcedo 39                                                                          |
| 14 kwietnia 2002 | Deportivo Pasto – Once Caldas 1:0 Edier Londoño 50                                                                             |
| 14 kwietnia 2002 | Deportivo Pereira – Independiente Santa Fe 0:0                                                                                 |
| 14 kwietnia 2002 | Quindío Armenia – Tolima Ibagué 0:0                                                                                            |
| 14 kwietnia 2002 | Deportivo Cali – Atlético Nacional 1:1 Leonardo Mina Polo 7 – Jorge Agudelo 75                                                 |
| 14 kwietnia 2002 | Real Cartagena – Unión Magdalena 1:0 James López 61                                                                            |

### Apertura 15
| Data             | Mecz |
| ---------------- | --- |
| 17 kwietnia 2002 | Atlético Bucaramanga – Unión Magdalena 2:1 Orlando Maturana 12, Wilson Carpintero 47 – José Segundo Herrera 69    |
| 17 kwietnia 2002 | Atlético Nacional – Real Cartagena 1:0 Robeiro Moreno 6                                                           |
| 17 kwietnia 2002 | Tolima Ibagué – Deportivo Cali 2:2 Eyner Viveros 54, Amir Buelvas 87 – Leonardo Mina Polo 24k, Carlos Castillo 63 |
| 17 kwietnia 2002 | Independiente Santa Fe – Quindío Armenia 2:0 Francisco Serrano 41, Edgar Alexander Ramos 86                       |
| 17 kwietnia 2002 | Once Caldas – Deportivo Pereira 1:1 Léider Preciado 61 – Hugo Sánchez 72                                          |
| 17 kwietnia 2002 | Deportivo Tuluá – Deportivo Pasto 1:0 Óscar Díaz Asprilla 48                                                      |
| 17 kwietnia 2002 | América Cali – Millonarios FC 2:0 Jorge Banguero 63, Jairo Fernando Castillo 77                                   |
| 17 kwietnia 2002 | Envigado – Atlético Huila 2:1 Jaques Carvalho 32, Carlos Álvarez 61 – Felipe Baloy 62s                            |
| 17 kwietnia 2002 | Atlético Junior – Independiente Medellín 2:0 Marquinho Cardozo 75, 90k                                            |

### Apertura 16
| Data             | Mecz |
| ---------------- | --- |
| 20 kwietnia 2002 | Deportivo Pasto – América Cali 2:1 Carlos Rendón 13, Edier Londoño 60 – Óscar Villareal 92                      |
| 20 kwietnia 2002 | Unión Magdalena – Atlético Nacional 2:0 Carlos Vilarete 52k, Luis Zuleta 63                                     |
| 21 kwietnia 2002 | Independiente Medellín – Atlético Bucaramanga 2:0 Jorge Horacio Serna 11k, 24                                   |
| 21 kwietnia 2002 | Atlético Huila – Atlético Junior 1:2 Germán Casas 11 – Hayder Palacio 45, Néstor Salazar 69                     |
| 21 kwietnia 2002 | Millonarios FC – Envigado 2:0 Omar Guerra 16, John Ortíz 86                                                     |
| 21 kwietnia 2002 | Deportivo Pereira – Deportivo Tuluá 1:0 Rafael Arlex Castillo 21k                                               |
| 21 kwietnia 2002 | Quindío Armenia – Once Caldas 1:2 Christian Daguerre 1k – Léider Preciado 38, Sergio Galván Rey 41              |
| 21 kwietnia 2002 | Deportivo Cali – Independiente Santa Fe 3:0 Julián Barragán 13, Leonardo Mina Polo 29, Luis Guillermo Rivera 85 |
| 21 kwietnia 2002 | Real Cartagena – Tolima Ibagué 1:0 Cartagena 71                                                                 |

### Apertura 17
| Data             | Mecz                                                                                        |
| ---------------- | ------------------------------------------------------------------------------------------- |
| 24 kwietnia 2002 | Atlético Bucaramanga – Atlético Nacional 1:1 Orlando Ballesteros 69 – Jorge Agudelo 25      |
| 24 kwietnia 2002 | Tolima Ibagué – Unión Magdalena 0:1 Carlos Vilarete 59                                      |
| 24 kwietnia 2002 | Independiente Santa Fe – Real Cartagena 4:0 Jeffrey Díaz 24, Herly Alcázar 54, 69, 78       |
| 24 kwietnia 2002 | Once Caldas – Deportivo Cali 2:2 Elkin Soto 52, Jorge Zapata 82 – Leonardo Mina Polo 28, 74 |
| 24 kwietnia 2002 | Deportivo Tuluá – Quindío Armenia 0:0                                                       |
| 24 kwietnia 2002 | América Cali – Deportivo Pereira 0:0                                                        |
| 24 kwietnia 2002 | Envigado – Deportivo Pasto 1:1 Carlos Álvarez 82 – Leonardo Enciso 79                       |
| 24 kwietnia 2002 | Atlético Junior – Millonarios FC 1:0 Néstor Salazar 72                                      |
| 24 kwietnia 2002 | Independiente Medellín – Atlético Huila 3:0 Jorge Horacio Serna 14, 89, Agostinho 44        |

### Apertura 18
| Data             | Mecz |
| ---------------- | --- |
| 28 kwietnia 2002 | Atlético Huila – Atlético Bucaramanga 1:1 Diego Marlés 73 – Hermán Gaviria 17                                                  |
| 28 kwietnia 2002 | Millonarios FC – Independiente Medellín 2:2 Diego Moreno 37, John Ortíz 46 – Diego Andrés Álvarez 72, Carlos Andrés Vásquez 84 |
| 28 kwietnia 2002 | Deportivo Pasto – Atlético Junior 1:0 Leonardo Enciso 64                                                                       |
| 28 kwietnia 2002 | Deportivo Pereira – Envigado 0:1 Carlos Álvarez 19                                                                             |
| 28 kwietnia 2002 | Quindío Armenia – América Cali 1:0 Gustavo Ayala 29                                                                            |
| 28 kwietnia 2002 | Deportivo Cali – Deportivo Tuluá 2:0 Carlos Castillo 57, 72                                                                    |
| 28 kwietnia 2002 | Real Cartagena – Once Caldas 1:2 Lin Carlos Henry 34 – Jorge Díaz 74, 89                                                       |
| 28 kwietnia 2002 | Unión Magdalena – Independiente Santa Fe 1:1 José Segundo Herrera 35 – Herly Alcázar 65                                        |
| 28 kwietnia 2002 | Atlético Nacional – Tolima Ibagué 2:1 Jorge Agudelo 21, 86 – Amir Buelvas 78                                                   |

### Apertura 19
| Data        | Mecz |
| ----------- | --- |
| 1 maja 2002 | Atlético Huila – Millonarios FC 0:0 |
| 1 maja 2002 | Atlético Junior – Deportivo Pereira 0:2 Hugo Sánchez 35, Nilson Pérez 54                                                                      |
| 1 maja 2002 | Independiente Santa Fe – Atlético Nacional 0:2 Jorge Agudelo 36, Iván José Velásquez 83                                                       |
| 1 maja 2002 | Once Caldas – Unión Magdalena 2:0 Arnulfo Valentierra 44, Sergio Galván Rey 67                                                                |
| 1 maja 2002 | Independiente Medellín – Deportivo Pasto 2:4 Agostinho 11, 75 – Carlos Rendón 23, Jorge Hernando Vidal 44, Oyié Flavié 61, Leonardo Enciso 67 |
| 1 maja 2002 | Envigado – Quindío Armenia 1:1 Felipe Baloy 15 – Christian Daguerre 32                                                                        |
| 1 maja 2002 | América Cali – Deportivo Cali 0:3 Carlos Castillo 20, Leonardo Mina Polo 52, 54                                                               |
| 1 maja 2002 | Atlético Bucaramanga – Tolima Ibagué 2:0 Wilson Carpintero 37, Luis Moreno Murillo 57                                                         |
| 1 maja 2002 | Deportivo Tuluá – Real Cartagena 1:1 Rogerio Pereira 20 – Héctor Nazarith 46                                                                  |

### Apertura 20
| Data        | Mecz                                                                                  |
| ----------- | ------------------------------------------------------------------------------------- |
| 5 maja 2002 | Deportivo Cali – Envigado 0:0                                                         |
| 5 maja 2002 | Millonarios FC – Atlético Bucaramanga 1:1 Marcelino Rentería 9 – Wilson Carpintero 74 |
| 5 maja 2002 | Tolima Ibagué – Independiente Santa Fe 0:0                                            |
| 5 maja 2002 | Deportivo Pereira – Independiente Medellín 1:1 Nilson Pérez 6 – Agostinho 14          |
| 5 maja 2002 | Atlético Nacional – Once Caldas 1:0 Jorge Agudelo 22                                  |
| 5 maja 2002 | Deportivo Pasto – Atlético Huila 1:0 Gustavo Cabrera 94                               |
| 5 maja 2002 | Real Cartagena – América Cali 1:1 Hugo Arias 35 – Julián Vásquez 79                   |
| 5 maja 2002 | Unión Magdalena – Deportivo Tuluá 1:0 Carlos Vilarete 30                              |
| 5 maja 2002 | Quindío Armenia – Atlético Junior 1:0 Aníbal Pérez 82                                 |

### Apertura 21
| Data         | Mecz |
| ------------ | --- |
| 15 maja 2002 | Atlético Bucaramanga – Independiente Santa Fe 0:1 Iván López 6                                                              |
| 15 maja 2002 | Once Caldas – Tolima Ibagué 6:1 Léider Preciado 30, 43, 48, Raúl Marín 66, Sergio Galván Rey 77, 88 – John Jairo Charría 68 |
| 15 maja 2002 | Deportivo Tuluá – Atlético Nacional 2:0 Óscar Darío Londoño 50, William Vásquez 55                                          |
| 15 maja 2002 | América Cali – Unión Magdalena 1:1 Nondier Romero 33 – José Segundo Herrera 46                                              |
| 15 maja 2002 | Envigado – Real Cartagena 1:0 Jonathan Estrada 69                                                                           |
| 15 maja 2002 | Atlético Junior – Deportivo Cali 0:2 Jorge López Caballero 20, Giovanni Hernández 76                                        |
| 15 maja 2002 | Independiente Medellín – Quindío Armenia 0:1 Federico Molinari 88                                                           |
| 15 maja 2002 | Atlético Huila – Deportivo Pereira 1:0 Duván Hernández 2                                                                    |
| 15 maja 2002 | Millonarios FC – Deportivo Pasto 1:1 Omar Guerra 70k – Leonardo Enciso 48                                                   |

### Apertura 22
| Data         | Mecz |
| ------------ | --- |
| 19 maja 2002 | Deportivo Pasto – Atlético Bucaramanga 3:2 Carlos Rendón 2, Edier Londoño 7, Walter Escobar 41 – César Alberto Vásquez 36, Henry Hernández 59 |
| 19 maja 2002 | Deportivo Pereira – Millonarios FC 3:0 Nilson Pérez 9, Carlos Córdoba 14, Rafael Arlex Castillo 44                                            |
| 19 maja 2002 | Quindío Armenia – Atlético Huila 1:1 Nelson Gómez 12 – Diego Marlés 55                                                                        |
| 19 maja 2002 | Deportivo Cali – Independiente Medellín 4:1 Giovanny Córdoba 22, 77, Leonardo Mina Polo 45, 64 – Diego Andrés Álvarez 59                      |
| 19 maja 2002 | Real Cartagena – Atlético Junior 1:2 Hugo Arias 41 – Martín Arzuaga 72, 85                                                                    |
| 19 maja 2002 | Unión Magdalena – Envigado 1:1 Luis Zuleta 83 – Gustavo Betancur 30                                                                           |
| 19 maja 2002 | Atlético Nacional – América Cali 0:2 Tressor Moreno 55, 78                                                                                    |
| 19 maja 2002 | Tolima Ibagué – Deportivo Tuluá 2:0 César Augusto Rivas 51, Diego Salazar 77                                                                  |
| 19 maja 2002 | Independiente Santa Fe – Once Caldas 1:0 Iván López 59                                                                                        |

### Tabela końcowa turnieju Apertura 2002
| Poz | Klub                   | Mecze | Zw | Rem | Por | Pkt | BrZd | BrStr |
| --- | ---------------------- | ----- | -- | --- | --- | --- | ---- | ----- |
| 1   | Deportivo Cali         | 22    | 11 | 6   | 5   | 39  | 44   | 24    |
| 2   | Independiente Santa Fe | 22    | 10 | 8   | 4   | 38  | 26   | 13    |
| 3   | Atlético Nacional      | 22    | 10 | 8   | 4   | 38  | 24   | 18    |
| 4   | Envigado               | 22    | 10 | 6   | 6   | 36  | 21   | 18    |
| 5   | Deportivo Pasto        | 22    | 9  | 7   | 6   | 34  | 29   | 27    |
| 6   | Atlético Bucaramanga   | 22    | 9  | 6   | 7   | 33  | 24   | 22    |
| 7   | Unión Magdalena        | 22    | 9  | 6   | 7   | 33  | 27   | 27    |
| 8   | América Cali           | 22    | 8  | 9   | 5   | 33  | 27   | 22    |
| 9   | Once Caldas            | 22    | 9  | 5   | 8   | 32  | 36   | 29    |
| 10  | Deportivo Pereira      | 22    | 8  | 8   | 6   | 32  | 20   | 16    |
| 11  | Quindío Armenia        | 22    | 7  | 9   | 6   | 30  | 24   | 30    |
| 12  | Atlético Junior        | 22    | 7  | 5   | 10  | 26  | 19   | 25    |
| 13  | Millonarios FC         | 22    | 5  | 8   | 9   | 23  | 17   | 21    |
| 14  | Atlético Huila         | 22    | 5  | 7   | 10  | 22  | 21   | 32    |
| 15  | Deportivo Tuluá        | 22    | 5  | 6   | 11  | 21  | 16   | 25    |
| 16  | Independiente Medellín | 22    | 4  | 9   | 9   | 21  | 26   | 32    |
| 17  | Real Cartagena         | 22    | 4  | 8   | 10  | 20  | 17   | 25    |
| 18  | Tolima Ibagué          | 22    | 3  | 9   | 10  | 18  | 18   | 30    |

### Apertura Cuadrangulares

#### Apertura Cuadrangulares 1
| Data         | Mecz |
| ------------ | --- |
| 23 maja 2002 | Deportivo Cali – Atlético Nacional 2:2 Carlos Castillo 19, Léiner Orejuela 83s – Freddy Grisales 63, Léiner Orejuela 67                       |
| 23 maja 2002 | Unión Magdalena – Deportivo Pasto 2:1 Luis Zuleta 65, Carlos Vilarete 92k – Leonardo Enciso 76                                                |
| 23 maja 2002 | Envigado – América Cali 2:0 Robinson Muñoz 47k, Carlos Álvarez 89                                                                             |
| 23 maja 2002 | Atlético Bucaramanga – Independiente Santa Fe 2:2 Diego Luis Córdoba 47s, Wilson Carpintero 80 – Adolfo Valencia 49, Edgar Alexander Ramos 78 |

#### Apertura Cuadrangulares 2
| Data         | Mecz                                                                                                |
| ------------ | --------------------------------------------------------------------------------------------------- |
| 29 maja 2002 | Deportivo Pasto – Deportivo Cali 1:1 Julio César Tobar 26 – Elkin Antonio Murillo 4                 |
| 29 maja 2002 | Atlético Nacional – Unión Magdalena 2:1 Freddy Grisales 59, Iván José Velásquez 73 – Luis Zuleta 89 |
| 29 maja 2002 | Independiente Santa Fe – Envigado 0:0                                                               |
| 29 maja 2002 | América Cali – Atlético Bucaramanga 1:0 Julián Vásquez 52                                           |

#### Apertura Cuadrangulares 3
| Data           | Mecz |
| -------------- | --- |
| 2 czerwca 2002 | Deportivo Cali – Unión Magdalena 4:1 Carlos Castillo 55, José Mera 58, Luis Guillermo Rivera 73, Giovanni Hernández 80k – José Segundo Herrera 46 |
| 2 czerwca 2002 | Deportivo Pasto – Atlético Nacional 0:2 Juan Guillermo Ricaurte 6, 44                                                                             |
| 2 czerwca 2002 | Envigado – Atlético Bucaramanga 1:1 Felipe Baloy 47, Wilson Carpintero 83                                                                         |
| 2 czerwca 2002 | Independiente Santa Fe – América Cali 2:0 Jeffrey Díaz 58, Aldo Leao Ramírez 88                                                                   |

#### Apertura Cuadrangulares 4
| Data           | Mecz |
| -------------- | --- |
| 5 czerwca 2002 | Unión Magdalena – Deportivo Cali 6:0 José Segundo Herrera 35, 40, 42, Carlos Vilarete 61, 78, Luis Zuleta 70 |
| 5 czerwca 2002 | Atlético Nacional – Deportivo Pasto 3:0 Faustino Asprilla 68, 80, 87k                                        |
| 5 czerwca 2002 | América Cali – Independiente Santa Fe 2:1 Edison Mafla 3, Rubén Dario Bustos 57 – Edgar Alexander Ramos 37   |
| 5 czerwca 2002 | Atlético Bucaramanga – Envigado 0:2 Néstor „Piña” Álvarez 2, Carlos Álvarez 12                               |

#### Apertura Cuadrangulares 5
| Data           | Mecz                                                                                                |
| -------------- | --------------------------------------------------------------------------------------------------- |
| 9 czerwca 2002 | Deportivo Cali – Deportivo Pasto 3:1 Giovanny Córdoba 43, 71k, Wilson Segura 89 – Walter Escobar 61 |
| 9 czerwca 2002 | Unión Magdalena – Atlético Nacional 0:1 Iván José Velásquez 38                                      |
| 9 czerwca 2002 | Envigado – Independiente Santa Fe 0:1 Francisco Serrano 83                                          |
| 9 czerwca 2002 | Atlético Bucaramanga – América Cali 0:1 Fabián Andrés Vargas 65                                     |

#### Apertura Cuadrangulares 6
| Data            | Mecz |
| --------------- | --- |
| 12 czerwca 2002 | Atlético Nacional – Deportivo Cali 2:1 Jorge Agudelo 32, 84 – Giovanni Hernández 53k                                                    |
| 12 czerwca 2002 | Deportivo Pasto – Unión Magdalena 1:2 Leonardo Enciso 63 – Luis Zuleta 53, 72                                                           |
| 12 czerwca 2002 | Independiente Santa Fe – Atlético Bucaramanga 3:1 Aldo Leao Ramírez 63, Lucas Jaramillo 65, Francisco Serrano 73 – Wilson Carpintero 36 |
| 12 czerwca 2002 | América Cali – Envigado 2:1 Jorge Banguero 34, Jairo Fernando Castillo 46 – Jaques Carvalho 47                                          |

#### Tabele końcowe Apertura Cuadrangulares
| Poz | Klub              | Mecze | Zw | Rem | Por | Pkt | BrZd | BrStr |
| --- | ----------------- | ----- | -- | --- | --- | --- | ---- | ----- |
| 1   | Atlético Nacional | 6     | 5  | 1   | 0   | 16  | 12   | 4     |
| 2   | Unión Magdalena   | 6     | 3  | 0   | 3   | 9   | 12   | 9     |
| 3   | Deportivo Cali    | 6     | 2  | 2   | 2   | 8   | 11   | 13    |
| 4   | Deportivo Pasto   | 6     | 0  | 1   | 5   | 1   | 4    | 13    |

| Poz | Klub                   | Mecze | Zw | Rem | Por | Pkt | BrZd | BrStr |
| --- | ---------------------- | ----- | -- | --- | --- | --- | ---- | ----- |
| 1   | América Cali           | 6     | 4  | 0   | 2   | 12  | 6    | 6     |
| 2   | Independiente Santa Fe | 6     | 3  | 2   | 1   | 11  | 9    | 5     |
| 3   | Envigado               | 6     | 2  | 2   | 2   | 8   | 6    | 4     |
| 4   | Atlético Bucaramanga   | 6     | 0  | 2   | 4   | 2   | 4    | 10    |

### Apertura Finalisima
| América Cali – Atlético Nacional 2:1 i 1:0 |
| 16 czerwca 2002 Cali Estadio Pascual Guerrero (36 669) América Cali – Atlético Nacional 2:1 (0:1) Sędzia: Wilson Ramírez Bramki: 0:1 Iván José Velásquez 43, 1:1 Jairo Fernando Castillo 48, 2:1 Jairo Fernando Castillo 84 Czerwone kartki: Jorge Banguero 41 / Juan Guillermo Ricaurte 41 Corporación Deportiva América de Cali (trener Jaime de la Pava): Luis Alberto Barbat – Rubén Darío Bustos (46 Fabián López), Jorge Parra, John Tierradentro, Foad Máziri – William Román Zapata, Jorge Banguero, Mauricio Romero Sellarés (78 Luis Cifuentes), David Arturo Ferreira – Pablo Jaramillo (59 José Moreno), Jairo Fernando Castillo. Corporación Deportiva Club Atlético Nacional (trener Luis Fernando Montoya): Milton Patiño – Elkin Calle, Léiner Orejuela, Sergio Guzmán, Robeiro Moreno – Juan Carlos Ramírez, Luis Felipe Chará (78 Aquivaldo Mosquera), Óscar Restrepo, Juan Guillermo Ricaurte – Iván Velásquez, Faustino Asprilla (74 Diego Toro) |
| 19 czerwca 2002 Medellín Estadio Atanasio Girardot (52 000) Atlético Nacional – América Cali 0:1 (0:0) Sędzia: Jorge Hoyos Bramki: 0:1 Jairo Fernando Castillo 71 Corporación Deportiva Club Atlético Nacional (trener Luis Fernando Montoya): Milton Patiño – Elkin Calle, Léiner Orejuela, Sergio Guzmán, Robeiro Moreno, Luis Felipe Chará, Juan Carlos Ramírez, Freddy Grisales, Óscar Restrepo, Iván Velásquez, Jorge Agudelo. Corporación Deportiva América de Cali (trener Jaime de la Pava): Luis Alberto Barbat – Rubén Darío Bustos, John Tierradentro, Jorge Parra, Foad Máziri, William Román Zapata, Hamlet Mina, David Arturo Ferreira, Mauricio Romero Sellarés, Julián Vásquez, Jairo Fernando Castillo. |

Mistrzem Kolumbii turnieju Apertura w roku 2002 został klub América Cali, natomiast wicemistrzem Kolumbii – klub Atlético Nacional.
Mistrz Kolumbii turnieju Apertura zapewnił sobie udział w turnieju Copa Libertadores 2003.

### Klasyfikacja strzelców bramek turnieju Apertura 2002
| Gole | Piłkarz                 | Klub                 |
| ---- | ----------------------- | -------------------- |
| 13   | Luis Fernando Zuleta    | Unión Magdalena      |
| 12   | José Segundo Herrera    | Unión Magdalena      |
| 12   | Jorge Humberto Agudelo  | Atlético Nacional    |
| 11   | Carlos Alberto Castillo | Deportivo Cali       |
| 11   | Leonardo Mina Polo      | Deportivo Cali       |
| 11   | Carlos Vilarete         | Unión Magdalena      |
| 9    | Wilson Carpintero       | Atlético Bucaramanga |
| 9    | Giovanni Hernández      | Deportivo Cali       |
| 9    | Léider Preciado         | Once Caldas          |

## Torneo Finalización 2002

### Finalización 1
| Data         | Mecz |
| ------------ | --- |
| 7 lipca 2002 | América Cali – Deportivo Pereira 0:1 Milton Rodríguez 59 |
| 7 lipca 2002 | Millonarios FC – Atlético Bucaramanga 4:2 Johan Viáfara 9, Rubiel Quintana 15, Jhoner Toro 28, 45 – Orlando Ballesteros 27, Wilson Carpintero 51                |
| 7 lipca 2002 | Once Caldas – Deportivo Tuluá 1:0 Jorge Díaz 69 |
| 7 lipca 2002 | Quindío Armenia – Deportivo Cali 1:0 Christian Daguerre 44k |
| 7 lipca 2002 | Independiente Medellín – Envigado 1:0 Carlos Andrés Vásquez 84                                                                                                  |
| 7 lipca 2002 | Atlético Junior – Atlético Nacional 0:2vo Javier Capelletti 32 mecz zakończony wygraną Atlético Junior 1:0, zweryfikowany na walkower 0:2 dla Atlético Nacional |
| 7 lipca 2002 | Real Cartagena – Unión Magdalena 0:1 Yesid Trujillo 91 |
| 7 lipca 2002 | Deportivo Pasto – Atlético Huila 1:0 Jorge Perlaza 73 |
| 7 lipca 2002 | Tolima Ibagué – Independiente Santa Fe 1:3 Alexander Orrego 28 – Jeffrey Díaz 5, 87, Francisco Nájera 47                                                        |

### Finalización 2
| Data          | Mecz |
| ------------- | --- |
| 14 lipca 2002 | Deportivo Tuluá – América Cali 1:0 Óscar Darío Londoño 60                                                                           |
| 14 lipca 2002 | Deportivo Cali – Once Caldas 0:0 |
| 14 lipca 2002 | Deportivo Pereira – Quindío Armenia 0:1 Aníbal Pérez 21                                                                             |
| 14 lipca 2002 | Envigado – Atlético Junior 1:0 Andrés Guapacha 40                                                                                   |
| 14 lipca 2002 | Atlético Huila – Millonarios FC 2:1 Rogeiro da Silva 9, Harold Rivera 54k – Diego Moreno 68                                         |
| 14 lipca 2002 | Unión Magdalena – Independiente Medellín 2:1 José Segundo Herrera 22, 83 – Agostinho 15k                                            |
| 14 lipca 2002 | Independiente Santa Fe – Deportivo Pasto 3:1 Lucas Jaramillo 13, Edgar Alexander Ramos 45, Francisco Serrano 63 – Walter Escobar 56 |
| 14 lipca 2002 | Atlético Nacional – Real Cartagena 0:0                                                                                              |
| 14 lipca 2002 | Atlético Bucaramanga – Tolima Ibagué 1:1 Henry Hernández 17 – Herly Alcázar 62                                                      |

### Finalización 3
| Data          | Mecz |
| ------------- | --- |
| 21 lipca 2002 | Deportivo Tuluá – Deportivo Cali 0:0 |
| 21 lipca 2002 | Envigado – Unión Magdalena 3:0 Víctor Javier Cortés 18, Andrés Guapacha 26, Carlos Álvarez 54                                                                                    |
| 21 lipca 2002 | Atlético Huila – Independiente Santa Fe 1:2 Rogeiro da Silva 52 – Francisco Serrano 1, Lucas Jaramillo 42                                                                        |
| 21 lipca 2002 | Once Caldas – Deportivo Pereira 0:0 |
| 21 lipca 2002 | Independiente Medellín – Atlético Nacional 0:0 |
| 21 lipca 2002 | Deportivo Pasto – Atlético Bucaramanga 4:3 Edilberto Salazar 4, Walter Escobar 18, Luis Omar Valencia 44, Julio César Tobar 63 – Orlando Ballesteros 42k, Henry Hernández 64, 89 |
| 21 lipca 2002 | América Cali – Quindío Armenia 1:0 Gerson González 89k |
| 21 lipca 2002 | Atlético Junior – Real Cartagena 1:1 Martín Arzuaga 34 – Matías Urbano 73 |
| 21 lipca 2002 | Millonarios FC – Tolima Ibagué 3:2 Rubiel Quintana 46, 62, 82 – Herly Alcázar 74, Elson Becerra 89                                                                               |

### Finalización 4
| Data          | Mecz |
| ------------- | --- |
| 28 lipca 2002 | Real Cartagena – Independiente Medellín 2:1 Elkin Bermejo 28, Matías Urbano 41 – Mauricio Molina 15                                                                      |
| 28 lipca 2002 | Millonarios FC – Independiente Santa Fe 0:2 Jeffrey Díaz 28, Aldo Leao Ramírez 41                                                                                        |
| 28 lipca 2002 | América Cali – Deportivo Cali 1:2 Julián Téllez 46 – Léider Preciado 31, Giovanny Córdoba 50                                                                             |
| 28 lipca 2002 | Deportivo Pereira – Deportivo Tuluá 3:4 Carlos Córdoba 27, Óscar Echeverry 46, Julián Mosquera 77 – Jairo Martínez 23, 64, Paulo Trespalacios 34, Óscar Darío Londoño 46 |
| 28 lipca 2002 | Quindío Armenia – Once Caldas 1:1 John Viáfara 65s – Sergio Galván Rey 70                                                                                                |
| 28 lipca 2002 | Atlético Junior – Unión Magdalena 3:0 Carlos Alberto Ortíz 19k, Emerson Acuña 63, Léiner Rolong 88                                                                       |
| 28 lipca 2002 | Atlético Nacional – Envigado 3:1 Juan Pablo Tobón 7s, Óscar Restrepo 19, Jorge Agudelo 41 – Carlos Álvarez 13                                                            |
| 28 lipca 2002 | Atlético Bucaramanga – Atlético Huila 1:0 Wilson Carpintero 60 |
| 28 lipca 2002 | Tolima Ibagué – Deportivo Pasto 2:1 Herly Alcázar 18, Jorge Perlaza 63s – Walter Escobar 24                                                                              |

### Finalización 5
| Data            | Mecz |
| --------------- | --- |
| 4 sierpnia 2002 | Independiente Santa Fe – Atlético Bucaramanga 2:3 Lucas Jaramillo 2, Francisco Díaz 83 – Orlando Ballesteros 48, 60k, Henry Hernández 91 |
| 4 sierpnia 2002 | Deportivo Cali – Deportivo Pereira 3:0 Léider Preciado 3, Giovanni Hernández 10, Elkin Antonio Murillo 37                                |
| 4 sierpnia 2002 | Deportivo Tuluá – Quindío Armenia 0:1 Christian Daguerre 68k                                                                             |
| 4 sierpnia 2002 | Once Caldas – América Cali 1:0 Sergio Galván Rey 89k                                                                                     |
| 4 sierpnia 2002 | Deportivo Pasto – Millonarios FC 2:1 Jairo Patiño 59, 72 – Omar Guerra 77                                                                |
| 4 sierpnia 2002 | Envigado – Real Cartagena 0:1 Elkin Bermejo 46                                                                                           |
| 4 sierpnia 2002 | Independiente Medellín – Atlético Junior 0:2 Martín Arzuaga 46, Emerson Acuña 54                                                         |
| 4 sierpnia 2002 | Atlético Huila – Tolima Ibagué 1:1 Ramiro Luis Madrid 69 – Julián Anchico 41                                                             |
| 4 sierpnia 2002 | Unión Magdalena – Atlético Nacional 2:1 José Segundo Herrera 2, Flavio Gastón Moreira 38 – Sergio Guzmán 42                              |

### Finalización 6
| Data             | Mecz |
| ---------------- | --- |
| 11 sierpnia 2002 | Atlético Bucaramanga – Once Caldas 1:1 Orlando Ballesteros 61 – Rubén Darío Velásquez 72                                  |
| 11 sierpnia 2002 | Independiente Santa Fe – Deportivo Tuluá 1:1 Edgar Alexander Ramos 40 – Óscar Darío Londoño 45                            |
| 11 sierpnia 2002 | Tolima Ibagué – América Cali 4:0 Herly Alcázar 27, César Augusto Rivas 60, 80, Antonio Saams 62                           |
| 11 sierpnia 2002 | Unión Magdalena – Atlético Junior 2:0 Carlos Vilarete 37, Ángelo Labastidas 91                                            |
| 11 sierpnia 2002 | Real Cartagena – Independiente Medellín 0:1 Jaime Castrillón 90                                                           |
| 11 sierpnia 2002 | Deportivo Cali – Atlético Huila 4:0 Elkin Antonio Murillo 69, Giovanni Hernández 71, Hernando Patiño 83, Miguel Rojas 87s |
| 11 sierpnia 2002 | Quindío Armenia – Millonarios FC 1:0 Ferley Villamil 57                                                                   |
| 11 sierpnia 2002 | Deportivo Pereira – Deportivo Pasto 1:2 Adrián Romero 1 – Pablo Jaramillo 62, 73                                          |
| 14 sierpnia 2002 | Atlético Nacional – Envigado 1:0 Rafael Castillo 16                                                                       |

### Finalización 7
| Data             | Mecz                                                                                            |
| ---------------- | ----------------------------------------------------------------------------------------------- |
| 18 sierpnia 2002 | Deportivo Pereira – Atlético Bucaramanga 0:1 Couta Franca 24                                    |
| 18 sierpnia 2002 | Deportivo Pasto – Quindío Armenia 2:1 Jairo Patiño 64k, Luis Omar Valencia 90 – Diego Cortés 79 |
| 18 sierpnia 2002 | Millonarios FC – Deportivo Cali 0:1 Elkin Antonio Murillo 66                                    |
| 18 sierpnia 2002 | Atlético Huila – Real Cartagena 2:1 Gustavo Cabrera 24, Diego Pizarro 47 – James López 74       |
| 18 sierpnia 2002 | Independiente Medellín – Unión Magdalena 1:0 David Fernando Montoya 74                          |
| 18 sierpnia 2002 | Atlético Junior – Atlético Nacional 1:1 Carlos Alberto Ortíz 68k – Jorge Agudelo 82             |
| 18 sierpnia 2002 | Envigado – Tolima Ibagué 3:0 Carlos Álvarez 28, 70, Robinson Muñoz 51                           |
| 18 sierpnia 2002 | América Cali – Independiente Santa Fe 1:0 Julián Vásquez 30                                     |
| 18 sierpnia 2002 | Deportivo Tuluá – Once Caldas 1:0 Óscar Darío Londoño 22                                        |

### Finalización 8
| Data             | Mecz |
| ---------------- | --- |
| 24 sierpnia 2002 | Once Caldas – América Cali 3:0 Rubén Darío Velásquez 23, Sergio Galván Rey 53, Jorge Díaz 60                        |
| 25 sierpnia 2002 | Atlético Bucaramanga – Deportivo Tuluá 1:0 Wilson Carpintero 77                                                     |
| 25 sierpnia 2002 | Independiente Santa Fe – Envigado 4:0 Lucas Jaramillo 11, Francisco Serrano 24, Jorge Herrera 76, Francisco Díaz 78 |
| 25 sierpnia 2002 | Tolima Ibagué – Atlético Junior 2:1 César Augusto Rivas 46, Diego Corredor 76 – Rentería 12                         |
| 25 sierpnia 2002 | Atlético Nacional – Independiente Medellín 1:1 Jorge Agudelo 79 – John Javier Restrepo 56                           |
| 25 sierpnia 2002 | Unión Magdalena – Atlético Huila 2:2 Luis Zuleta 4, Ángelo Labastidas 38 – Rogeiro da Silva 1, Álvaro Domínguez 85  |
| 25 sierpnia 2002 | Real Cartagena – Millonarios FC 1:0 Matías Urbano 37                                                                |
| 25 sierpnia 2002 | Deportivo Cali – Deportivo Pasto 3:0 Giovanni Hernández 20, Elkin Antonio Murillo 25, Carlos Castillo 68            |
| 25 sierpnia 2002 | Quindío Armenia – Deportivo Pereira 2:1 Julián González 79, Luis Lara 86 – Milton Rodríguez 15                      |

### Finalización 9
| Data             | Mecz |
| ---------------- | --- |
| 31 sierpnia 2002 | Envigado – Once Caldas 1:1 Néstor Álvarez 63 – John Viáfara 87                                                               |
| 1 września 2002  | Quindío Armenia – Atlético Bucaramanga 1:3 Luis Lara 59k – Andrés Sarmiento 47, Orlando Ballesteros 71, Wilson Carpintero 83 |
| 1 września 2002  | Deportivo Pereira – Deportivo Cali 3:1 Milton Rodríguez 11, 63, Jhonny Acosta 28 – Andrés Mosquera 87                        |
| 1 września 2002  | Deportivo Pasto – Real Cartagena 1:0 Carlos Rendón 63k                                                                       |
| 1 września 2002  | Millonarios FC – Unión Magdalena 1:1 Jhoner Toro 81 – Luis Zuleta 78                                                         |
| 1 września 2002  | Atlético Huila – Atlético Nacional 0:1 Iván José Velásquez 90k                                                               |
| 1 września 2002  | Independiente Medellín – Tolima Ibagué 1:2 Diego Andrés Álvarez 93 – Ricardo Ciciliano 6, César Augusto Rivas 84             |
| 1 września 2002  | Atlético Junior – Independiente Santa Fe 1:1 Leonardo Rojano 30 – Lucas Jaramillo 76                                         |
| 4 września 2002  | América Cali – Deportivo Tuluá 3:1 David Arturo Ferreira 23, William Román Zapata 28, Edison Mafla 35 – Jairo Martínez 81    |

### Finalización 10
| Data            | Mecz                                                                                                 |
| --------------- | --- |
| 8 września 2002 | Atlético Bucaramanga – América Cali 0:1 David Arturo Ferreira 13                                     |
| 8 września 2002 | Deportivo Tuluá – Envigado 1:1 Alex Sinisterra 90 – Carlos Álvarez 5                                 |
| 8 września 2002 | Once Caldas – Atlético Junior 1:1 Sergio Galván Rey 36 – Carlos Alberto Ortíz 92                     |
| 8 września 2002 | Independiente Santa Fe – Independiente Medellín 0:0                                                  |
| 8 września 2002 | Tolima Ibagué – Atlético Huila 0:0                                                                   |
| 8 września 2002 | Atlético Nacional – Millonarios FC 1:1 Iván José Velásquez 41 – Máyer Andrés Candelo 22k             |
| 8 września 2002 | Unión Magdalena – Deportivo Pasto 3:1 José Segundo Herrera 27, Luis Zuleta 50k, 73 – Jairo Patiño 87 |
| 8 września 2002 | Real Cartagena – Deportivo Pereira 2:0 James López 3k, Martín Gianfelice 5                           |
| 8 września 2002 | Deportivo Cali – Quindío Armenia 2:0 Armando Carrillo 3, Luis Guillermo Rivera 57                    |

### Finalización 11
| Data             | Mecz |
| ---------------- | --- |
| 14 września 2002 | Envigado – América Cali 0:1 Arnulfo Valentierra 89                                                                                             |
| 15 września 2002 | Deportivo Cali – Atlético Bucaramanga 3:2 Giovanni Hernández 3, Léider Preciado 45, Giovanny Córdoba 61 – Andrés Sarmiento 80, Felipe Rivas 89 |
| 15 września 2002 | Quindío Armenia – Real Cartagena 3:1 Fabián Morales 29, Luis Lara 50, David Hernández 87 – James López 42                                      |
| 15 września 2002 | Deportivo Pereira – Unión Magdalena 1:0 Milton Rodríguez 73                                                                                    |
| 15 września 2002 | Deportivo Pasto – Atlético Nacional 1:1 Jairo Patiño 47 – Óscar Restrepo 12                                                                    |
| 15 września 2002 | Millonarios FC – Tolima Ibagué 1:1 Omar Guerra 83 – Herly Alcázar 18                                                                           |
| 15 września 2002 | Atlético Huila – Independiente Santa Fe 1:0 Harold Rivera 76k                                                                                  |
| 15 września 2002 | Independiente Medellín – Once Caldas 2:2 Diego Andrés Álvarez 80, Robinson Muñoz 86 – Christopher Moreno 74, Rubén Darío Velásquez 82          |
| 15 września 2002 | Atlético Junior – Deportivo Tuluá 2:2 Carlos Alberto Ortíz 49k, Martín Arzuaga 83 – Óscar Darío Londoño 32, Paulo Trespalacios 38              |

### Finalización 12
| Data             | Mecz |
| ---------------- | --- |
| 22 września 2002 | Atlético Bucaramanga – Envigado 2:1 Orlando Ballesteros 5, Wilson Carpintero 56 – Célimo Polo 86                                      |
| 22 września 2002 | América Cali – Atlético Junior 1:1 William Román Zapata 73 – Javier Adolfo Martínez 16                                                |
| 22 września 2002 | Deportivo Tuluá – Independiente Medellín 0:1 Julián Barahona 19s                                                                      |
| 22 września 2002 | Once Caldas – Atlético Huila 0:0 |
| 22 września 2002 | Independiente Santa Fe – Millonarios FC 3:2 Aldo Leao Ramírez 3, 71, Lucas Jaramillo 75 – Alex Lemus 79, Omar Guerra 83               |
| 22 września 2002 | Tolima Ibagué – Deportivo Pasto 0:2 Pablo Jaramillo 1, Jairo Patiño 81k                                                               |
| 22 września 2002 | Atlético Nacional – Deportivo Pereira 2:2 Felipe Javier Benalcázar 2, Jorge Agudelo 46 – Milton Rodríguez 19k, John William Suárez 25 |
| 22 września 2002 | Unión Magdalena – Quindío Armenia 0:0                                                                                                 |
| 22 września 2002 | Real Cartagena – Deportivo Cali 0:1 Léider Preciado 56                                                                                |

### Finalización 13
| Data             | Mecz |
| ---------------- | --- |
| 29 września 2002 | Real Cartagena – Atlético Bucaramanga 1:1 Matías Urbano 5 – Wilson Carpintero 55                                                                  |
| 29 września 2002 | Deportivo Cali – Unión Magdalena 3:1 Gerardo Vallejo 43, Elkin Antonio Murillo 59, Giovanny Córdoba 79 – Erwin Carrillo 4                         |
| 29 września 2002 | Quindío Armenia – Atlético Nacional 1:0 Ferley Villamil 38                                                                                        |
| 29 września 2002 | Deportivo Pereira – Tolima Ibagué 2:2 Milton Rodríguez 48, 65 – Ricardo Ciciliano 55, 79                                                          |
| 29 września 2002 | Deportivo Pasto – Independiente Santa Fe 4:1 Robinson Rojas 13, Walter Escobar 63, Jorge Hernando Vidal 77, Pablo Jaramillo 82 – Jorge Herrera 25 |
| 29 września 2002 | Millonarios FC – Once Caldas 1:1 Omar Guerra 35 – Sergio Galván Rey 18                                                                            |
| 29 września 2002 | Atlético Huila – Deportivo Tuluá 0:2 Carlos Hernández 1, Dayeler Sacramento 31                                                                    |
| 29 września 2002 | Independiente Medellín – América Cali 0:0 |
| 29 września 2002 | Atlético Junior – Envigado 1:1 Carlos Alberto Ortíz 44 – Mauricio Copete 25                                                                       |

### Finalización 14
| Data                 | Mecz |
| -------------------- | --- |
| 2 października 2002  | Atlético Bucaramanga – Atlético Junior 2:2 Escouto 26, 36 – Javier Adolfo Martínez 21, Leonardo Rojano 45                      |
| 2 października 2002  | Envigado – Independiente Medellín 1:1 Néstor Álvarez 53 – Mauricio Molina 49+                                                  |
| 2 października 2002  | América Cali – Atlético Huila 1:1 Óscar Villareal 52 – Luis Alberto Asprilla 56s                                               |
| 2 października 2002  | Once Caldas – Deportivo Pasto 1:1 Elkin Soto 57 – Edixon Perea 18                                                              |
| 2 października 2002  | Independiente Santa Fe – Deportivo Pereira 0:0                                                                                 |
| 2 października 2002  | Tolima Ibagué – Quindío Armenia 2:0 César Augusto Rivas 52k, Ricardo Ciciliano 64k                                             |
| 2 października 2002  | Atlético Nacional – Deportivo Cali 1:3 Luis Felipe Chará 49 – Léider Preciado 25, Elkin Antonio Murillo 35, Hernando Patiño 89 |
| 2 października 2002  | Unión Magdalena – Real Cartagena 1:1 Fabián Muñoz 49 – Alberto Manotas 78                                                      |
| 10 października 2002 | Deportivo Tuluá – Millonarios FC 1:0 Óscar Darío Londoño 59                                                                    |

### Finalización 15
| Data                | Mecz |
| ------------------- | --- |
| 5 października 2002 | Quindío Armenia – Independiente Santa Fe 1:1 David Hernández 32 – Jorge Herrera 44                                                     |
| 6 października 2002 | Deportivo Pereira – Once Caldas 1:1 Milton Rodríguez 49 – Raúl Marín 11                                                                |
| 6 października 2002 | Deportivo Pasto – Deportivo Tuluá 2:0 Pablo Jaramillo 67, Jairo Patiño 90                                                              |
| 6 października 2002 | Millonarios FC – América Cali 0:2 Julián Vásquez 13, Óscar Villareal 45                                                                |
| 6 października 2002 | Deportivo Cali – Tolima Ibagué 1:1 Giovanni Hernández 66 – Herly Alcázar 71                                                            |
| 6 października 2002 | Unión Magdalena – Atlético Bucaramanga 1:0 Carlos Mendoza 55                                                                           |
| 6 października 2002 | Atlético Huila – Envigado 1:0 Harold Romaña 44                                                                                         |
| 6 października 2002 | Real Cartagena – Atlético Nacional 1:5 Matías Urbano 14 – Freddy Grisales 32, 57, Juan Guillermo Ricaurte 35, 45, Martín Echavarría 49 |
| 6 października 2002 | Independiente Medellín – Atlético Junior 3:1 David Fernando Montoya 5, Mauricio Molina 44, 47 – Léiner Rolong 38                       |

### Finalización 16
| Data                 | Mecz |
| -------------------- | --- |
| 13 października 2002 | Atlético Bucaramanga – Independiente Medellín 3:1 Orlando Ballesteros 7, Néstor Cuadros 11, Wilson Carpintero 46 – John Reyes 24s |
| 13 października 2002 | Atlético Junior – Atlético Huila 2:2 Martín Arzúaga 72, Leonardo Rojano 76 – Amir Buelvas 5, Ramiro Luis Madrid 9                 |
| 13 października 2002 | Envigado – Millonarios FC 0:1 Ómar Rodríguez 76                                                                                   |
| 13 października 2002 | América Cali – Deportivo Pasto 3:0 Jorge Banguero 33, Julián Vásquez 64, 74                                                       |
| 13 października 2002 | Deportivo Tuluá – Deportivo Pereira 2:1 Frank Torres 6, Óscar Darío Londoño 65 – Oswaldo Mackenzie 45                             |
| 13 października 2002 | Once Caldas – Quindío Armenia 3:1 Christopher Moreno 63, Mauricio Romero Sellarés 73, Rubén Darío Velásquez 89 – Luis Lara 78     |
| 13 października 2002 | Independiente Santa Fe – Deportivo Cali 0:0                                                                                       |
| 13 października 2002 | Tolima Ibagué – Real Cartagena 2:0 Justiniano Peña 76, César Augusto Rivas 82                                                     |
| 13 października 2002 | Atlético Nacional – Unión Magdalena 0:1 Luis Zuleta 15                                                                            |

### Finalización 17
| Data                 | Mecz |
| -------------------- | --- |
| 20 października 2002 | Atlético Nacional – Atlético Bucaramanga 1:0 Néider Morantes 63 |
| 20 października 2002 | Unión Magdalena – Tolima Ibagué 0:0 |
| 20 października 2002 | Deportivo Cali – Once Caldas 3:0 Léider Preciado 17, Elkin Antonio Murillo 74, Giovanni Hernández 92                                                                  |
| 20 października 2002 | Real Cartagena – Independiente Santa Fe 2:4 Iván Valenciano 23, 52 – Jorge Herrera 30, Orlando Maturana 40, 89, Aldo Leao Ramírez 43                                  |
| 20 października 2002 | Atlético Huila – Independiente Medellín 0:0 |
| 20 października 2002 | Millonarios FC – Atlético Junior 0:2 Carlos Alberto Ortíz 52, Leonardo Rojano 59                                                                                      |
| 20 października 2002 | Deportivo Pasto – Envigado 1:0 Carlos Rendón 25 |
| 20 października 2002 | Quindío Armenia – Deportivo Tuluá 2:0 Fabián Morales 74, Luis Lara 79                                                                                                 |
| 21 października 2002 | Deportivo Pereira – América Cali 3:1 Ricardo Álvarez 21, Milton Rodríguez 43k, Hugo Sánchez 67 – Julián Vásquez 50 mecz przeniesiony z 20 października z powodu ulewy |

### Tragiczny wypadek w klubie Deportivo Cali
W dniu 24 października, podczas treningu drużyny klubu Deportivo Cali, doszło do tragicznych wydarzeń spowodowanych przez burzę. Natychmiastową śmierć z powodu uderzenia pioruna poniósł Hermán Gaviria, a kilku innych piłkarzy doznało ciężkich obrażeń. Spośród grupy porażonych 27 października zmarł Giovany Cordoba. Mecze z udziałem klubu Deportivo Cali kolumbijska federacja piłkarska przesunęła na dalszy termin.

### Finalización 18
| Data                 | Mecz |
| -------------------- | --- |
| 27 października 2002 | Atlético Bucaramanga – Atlético Huila 3:0 Néstor Cuadros 20, Orlando Ballesteros 26, Wilson Carpintero 84                                                       |
| 27 października 2002 | Independiente Medellín – Millonarios FC 2:0 Roberto Carlos Cortés 45, Agostinho 66                                                                              |
| 27 października 2002 | Atlético Junior – Deportivo Pasto 3:4 Leonardo Rojano 18, Martín Arzuaga 42, Carlos Alberto Ortíz 90k – Jairo Patiño 26, Pablo Jaramillo 36, Wílmer Díaz 46, 62 |
| 27 października 2002 | Envigado – Deportivo Pereira 1:2 Víctor Cortés 17 – Hugo Sánchez 11, Arnold Palacios 44                                                                         |
| 27 października 2002 | América Cali – Quindío Armenia 2:0 Luis Alberto Asprilla 38, Julián Vásquez 83                                                                                  |
| 27 października 2002 | Once Caldas – Real Cartagena 3:0 Sergio Galván Rey 18, 62, John Viáfara 89                                                                                      |
| 27 października 2002 | Independiente Santa Fe – Unión Magdalena 3:3 Francisco Serrano 28, Lucas Jaramillo 48, Edgar Alexander Ramos 72 – Carlos Vilarete 35, 63, Erwin Carrillo 40     |
| 27 października 2002 | Tolima Ibagué – Atlético Nacional 2:1 Justiniano Peña 32, Ricardo Ciciliano 51k – Aquivaldo Mosquera 25                                                         |
| 7 listopada 2002     | Deportivo Tuluá – Deportivo Cali 0:3 Freddy Hurtado 18, Léider Preciado 70, 87 mecz rozegrany został na stadionie klubu Deportivo Cali                          |

### Finalización 19
| Data                 | Mecz |
| -------------------- | --- |
| 30 października 2002 | Deportivo Cali – América Cali 2:1 José Mera 55, Elkin Antonio Murillo 78 – Iván López 7                                     |
| 31 października 2002 | Deportivo Pereira – Atlético Junior 3:1 Francisco Franco 11, Milton Rodríguez 48, Hugo Sánchez 71 – Carlos Alberto Ortíz 43 |
| 31 października 2002 | Millonarios FC – Atlético Huila 3:2 Luis Carlos Pacheco 37, Omar Guerra 52k, 71 – Daniel Zapata 54, Harold Rivera 85        |
| 31 października 2002 | Deportivo Pasto – Independiente Medellín 0:0                                                                                |
| 31 października 2002 | Real Cartagena – Deportivo Tuluá 1:0 Robinson Zapata 89                                                                     |
| 31 października 2002 | Unión Magdalena – Once Caldas 2:0 Carlos Vilarete 8, Flavio Moreira 93                                                      |
| 31 października 2002 | Tolima Ibagué – Atlético Bucaramanga 1:1 Ricardo Ciciliano 61 – Orlando Ballesteros 71                                      |
| 31 października 2002 | Atlético Nacional – Independiente Santa Fe 2:0 Freddy Grisales 54, Felipe Javier Benalcázar 82                              |
| 31 października 2002 | Quindío Armenia – Envigado 1:1 Ferley Villamil 21 – Carlos Álvarez 2                                                        |

### Finalización 20
| Data              | Mecz |
| ----------------- | --- |
| 3 listopada 2002  | Atlético Bucaramanga – Millonarios FC 1:1 Orlando Ballesteros 74 – Jair Ramírez 8                                               |
| 3 listopada 2002  | Deportivo Tuluá – Unión Magdalena 2:1 Óscar Díaz Asprilla 43, Dayeler Sacramento 65 – Carlos Vilarete 87                        |
| 3 listopada 2002  | Independiente Santa Fe – Tolima Ibagué 2:2 Aldo Leao Ramírez 10k, Jeffrey Díaz 37 – Herly Alcázar 5, Ricardo Ciciliano 25k      |
| 3 listopada 2002  | América Cali – Real Cartagena 2:1 Edison Mafla 34, Óscar Villareal 47 – Robinson Zapata 73k                                     |
| 3 listopada 2002  | Independiente Medellín – Deportivo Pereira 4:0 John Javier Restrepo 53, Agostinho 62, Mauricio Molina 75, John Jailer Moreno 88 |
| 3 listopada 2002  | Atlético Junior – Quindío Armenia 1:0 Martín Arzuaga 46                                                                         |
| 3 listopada 2002  | Atlético Huila – Deportivo Pasto 3:1 Amir Buelvas 6, 54, Didier Montealegre 71 – Pablo Jaramillo 90                             |
| 3 listopada 2002  | Once Caldas – Atlético Nacional 1:0 Rubén Darío Velásquez 37                                                                    |
| 14 listopada 2002 | Envigado – Deportivo Cali 1:1 Felipe Baloy 78 – Carlos Castillo 49                                                              |

### Finalización 21
| Data              | Mecz |
| ----------------- | --- |
| 9 listopada 2002  | Unión Magdalena – América Cali 1:3 Carlos Vilarete 66 – Arnulfo Valentierra 56, Edison Mafla 63, Julián Téllez 91                    |
| 10 listopada 2002 | Independiente Santa Fe – Atlético Bucaramanga 3:2 Francisco Serrano 45, 47, Hamilton Ricard 78 – Juan Carlos Quintero 9, Escouto 70k |
| 10 listopada 2002 | Tolima Ibagué – Once Caldas 1:0 Hugo Arrieta 84                                                                                      |
| 10 listopada 2002 | Atlético Nacional – Deportivo Tuluá 2:1 Néider Morantes 80, Óscar Restrepo 85 – Julián Barahona 75                                   |
| 10 listopada 2002 | Real Cartagena – Envigado 2:0 Robinson Zapata 6, James López 88                                                                      |
| 10 listopada 2002 | Deportivo Cali – Atlético Junior 2:0 Elkin Antonio Murillo 2, Léider Preciado 47k                                                    |
| 10 listopada 2002 | Quindío Armenia – Independiente Medellín 0:1 Alexander Jaramillo 33                                                                  |
| 10 listopada 2002 | Deportivo Pereira – Atlético Huila 3:2 Milton Rodríguez 32, 63, Hernán Darío Cardona 76 – Ramiro Luis Madrid 46, Harold Rivera 74    |
| 10 listopada 2002 | Deportivo Pasto – Millonarios FC 1:3 Walter Escobar 14 – Jhoner Toro 30, 38, Máyer Andrés Candelo 46                                 |

### Finalización 22
| Data              | Mecz |
| ----------------- | --- |
| 16 listopada 2002 | Envigado – Unión Magdalena 0:1 Víctor Pacheco 85                                                                            |
| 16 listopada 2002 | Once Caldas – Independiente Santa Fe 2:0 Raúl Marín 35, Sergio Galván Rey 45                                                |
| 17 listopada 2002 | Atlético Huila – Quindío Armenia 1:0 Álvaro Domínguez 31                                                                    |
| 17 listopada 2002 | Independiente Medellín – Deportivo Cali 3:0 Malher Tressor Moreno 27, David Fernando Montoya 67, Diego Andrés Álvarez 88    |
| 17 listopada 2002 | Atlético Junior – Real Cartagena 1:2 Martín Arzuaga 7 – Robinson Zapata 31k, Matías Urbano 67                               |
| 17 listopada 2002 | América Cali – Atlético Nacional 2:2 Arnulfo Valentierra 33, Leonardo Enciso 52 – Juan Carlos Ramírez 21, Héctor Hurtado 91 |
| 17 listopada 2002 | Deportivo Tuluá – Tolima Ibagué 2:1 Mauricio Grajales 47, Eyner Viveros 74s – César Augusto Rivas 46+                       |
| 17 listopada 2002 | Millonarios FC – Deportivo Pereira 2:0 Omar Guerra 5, Jhoner Toro 37                                                        |
| 17 listopada 2002 | Atlético Bucaramanga – Deportivo Pasto 1:0 Wilson Carpintero 83                                                             |

### Tabela końcowa turnieju Finalización 2002
| Poz | Klub                   | Mecze | Zw | Rem | Por | Pkt | BrZd | BrStr |
| --- | ---------------------- | ----- | -- | --- | --- | --- | ---- | ----- |
| 1   | Deportivo Cali         | 22    | 14 | 5   | 3   | 47  | 38   | 15    |
| 2   | Deportivo Pasto        | 22    | 11 | 3   | 8   | 36  | 32   | 33    |
| 3   | Independiente Medellín | 22    | 9  | 8   | 5   | 35  | 25   | 16    |
| 4   | América Cali           | 22    | 10 | 4   | 8   | 34  | 26   | 24    |
| 5   | Atlético Bucaramanga   | 22    | 9  | 6   | 7   | 33  | 34   | 29    |
| 6   | Unión Magdalena        | 22    | 9  | 6   | 7   | 33  | 25   | 26    |
| 7   | Tolima Ibagué          | 22    | 8  | 9   | 5   | 33  | 30   | 26    |
| 8   | Atlético Nacional      | 22    | 8  | 8   | 6   | 32  | 28   | 21    |
| 9   | Independiente Santa Fe | 22    | 8  | 8   | 6   | 32  | 35   | 30    |
| 10  | Once Caldas            | 22    | 7  | 11  | 4   | 32  | 23   | 17    |
| 11  | Quindío Armenia        | 22    | 8  | 4   | 10  | 28  | 18   | 23    |
| 12  | Deportivo Tuluá        | 22    | 8  | 4   | 10  | 28  | 21   | 27    |
| 13  | Deportivo Pereira      | 22    | 7  | 5   | 10  | 26  | 27   | 34    |
| 14  | Real Cartagena         | 22    | 7  | 4   | 11  | 25  | 20   | 30    |
| 15  | Atlético Huila         | 22    | 6  | 7   | 9   | 25  | 21   | 29    |
| 16  | Millonarios FC         | 22    | 6  | 5   | 11  | 23  | 25   | 31    |
| 17  | Atlético Junior        | 22    | 4  | 9   | 9   | 21  | 27   | 33    |
| 18  | Envigado               | 22    | 3  | 6   | 13  | 15  | 16   | 27    |

### Finalización Cuadrangulares

#### Finalización Cuadrangulares 1
| Data              | Mecz                                                                          |
| ----------------- | ----------------------------------------------------------------------------- |
| 24 listopada 2002 | Atlético Bucaramanga – Independiente Medellín 1:0 Henry Hernández 93          |
| 24 listopada 2002 | Tolima Ibagué – Deportivo Cali 2:0 Alexander Orrego 39, Ricardo Ciciliano 61  |
| 24 listopada 2002 | Atlético Nacional – Deportivo Pasto 1:1 Héctor Hurtado 27, Pablo Jaramillo 30 |
| 24 listopada 2002 | América Cali – Unión Magdalena 2:0 Julián Vásquez 9, Edison Mafla 94          |

#### Finalización Cuadrangulares 2
| Data           | Mecz                                                                                        |
| -------------- | ------------------------------------------------------------------------------------------- |
| 1 grudnia 2002 | Deportivo Cali – Atlético Bucaramanga 4:0 Carlos Castillo 14, 41, 90, Leonardo Mina Polo 65 |
| 1 grudnia 2002 | Independiente Medellín – Tolima Ibagué 1:1 Mauricio Molina 32 – Ricardo Ciciliano 45k       |
| 1 grudnia 2002 | Unión Magdalena – Atlético Nacional 2:0 Víctor Pacheco 62, 76                               |
| 1 grudnia 2002 | Deportivo Pasto – América Cali 2:0 Walter Escobar 26, Jairo Patiño 86                       |

#### Finalización Cuadrangulares 3
| Data           | Mecz                                                                             |
| -------------- | -------------------------------------------------------------------------------- |
| 4 grudnia 2002 | Atlético Bucaramanga – Tolima Ibagué 2:0 Mauricio Giraldo 39, Henry Hernández 80 |
| 4 grudnia 2002 | Deportivo Cali – Independiente Medellín 0:1 John Jailer Moreno 35                |
| 4 grudnia 2002 | Atlético Nacional – América Cali 0:0                                             |
| 4 grudnia 2002 | Unión Magdalena – Deportivo Pasto 0:0                                            |

#### Finalización Cuadrangulares 4
| Data           | Mecz |
| -------------- | --- |
| 7 grudnia 2002 | América Cali – Atlético Nacional 2:1 Luis Alberto Asprilla 68, Julián Vásquez 72 – Rafael Castillo 85              |
| 8 grudnia 2002 | Tolima Ibagué – Atlético Bucaramanga 1:1 Herly Alcázar 59 – Orlando Ballesteros 30                                 |
| 8 grudnia 2002 | Independiente Medellín – Deportivo Cali 1:1 Mauricio Molina 38 – Léider Preciado 36                                |
| 8 grudnia 2002 | Deportivo Pasto – Unión Magdalena 3:1 Jairo Patiño 1, Pablo Jaramillo 29, Walter Escobar 35 – Ancízar Valencia 47+ |

#### Finalización Cuadrangulares 5
| Data            | Mecz |
| --------------- | --- |
| 11 grudnia 2002 | Deportivo Cali – Tolima Ibagué 1:0 Léider Preciado 20                                                                 |
| 11 grudnia 2002 | Independiente Medellín – Atlético Bucaramanga 1:0 David Fernando Montoya 75                                           |
| 11 grudnia 2002 | Unión Magdalena – América Cali 3:1 Andrés Buelvas 23, Víctor Pacheco 57, José Segundo Herrera 89 – Erwin Maturana 74s |
| 12 grudnia 2002 | Deportivo Pasto – Atlético Nacional 1:0 Pablo Jaramillo 72                                                            |

#### Finalización Cuadrangulares 6
| Data            | Mecz |
| --------------- | --- |
| 15 grudnia 2002 | Atlético Bucaramanga – Deportivo Cali 1:2 Orlando Ballesteros 46 – Carlos Castillo 2, Giovanni Hernández 74                                    |
| 15 grudnia 2002 | Tolima Ibagué – Independiente Medellín 1:3 César Augusto Rivas 28 – John Jailer Moreno 14, David Fernando Montoya 27, Carlos Andrés Vásquez 63 |
| 15 grudnia 2002 | América Cali – Deportivo Pasto 3:0 Julián Téllez 39, 81, Edison Mafla 85k                                                                      |
| 15 grudnia 2002 | Atlético Nacional – Unión Magdalena 2:0 Rafael Castillo 43, Aquivaldo Mosquera 87                                                              |

#### Tabele końcowe Finalización Cuadrangulares
| Poz | Klub                   | Mecze | Zw | Rem | Por | Pkt | BrZd | BrStr |
| --- | ---------------------- | ----- | -- | --- | --- | --- | ---- | ----- |
| 1   | Independiente Medellín | 6     | 3  | 2   | 1   | 11  | 7    | 4     |
| 2   | Deportivo Cali         | 6     | 3  | 1   | 2   | 10  | 8    | 5     |
| 3   | Atlético Bucaramanga   | 6     | 2  | 1   | 3   | 7   | 5    | 8     |
| 4   | Tolima Ibagué          | 6     | 1  | 2   | 3   | 5   | 5    | 8     |

| Poz | Klub              | Mecze | Zw | Rem | Por | Pkt | BrZd | BrStr |
| --- | ----------------- | ----- | -- | --- | --- | --- | ---- | ----- |
| 1   | Deportivo Pasto   | 6     | 3  | 2   | 1   | 11  | 7    | 5     |
| 2   | América Cali      | 6     | 3  | 1   | 2   | 10  | 8    | 6     |
| 3   | Unión Magdalena   | 6     | 2  | 1   | 3   | 7   | 6    | 8     |
| 4   | Atlético Nacional | 6     | 1  | 2   | 3   | 5   | 4    | 6     |

### Finalización Finalisima
| Independiente Medellín – Deportivo Pasto 2:0 i 1:1 |
| 18 grudnia 2002 Medellín Estadio Atanasio Girardot (50 000) Independiente Medellín – Deportivo Pasto 2:0 (1:0) Sędzia: Henry Cervantes Bramki: 1:0 Robinson Muñoz 7, 2:0 Julio Valencia 66s Corporación Deportiva Independiente Medellín (trener Víctor Luna): David González Giraldo – Robinson Muñoz, Andrés Felipe Orozco, Luis Amaranto Perea, William Vásquez, Roberto Carlos Cortés, Alexander Jaramillo (71 Ricardo Calle), John Javier Restrepo, Juan David Moreno (4 David Fernando Montoya), Tressor Moreno, Mauricio Molina. Asociación Deportivo Pasto (trener Néstor Otero): Andrés López – Julio César Tobar, Nelson Rivas, Óscar Upegui, Wílmer Díaz, Julio Valencia (83 Alexander Perafán), Dúmar Ricardo Rueda, Jairo Patiño (46 Carlos Rendón), Carlos Eduardo Salazar (60 Julio Vidal), Pablo Jaramillo, Wálter Escobar.                          |
| 22 grudnia 2002 Pasto Estadio Departamental Libertad (12 000) Deportivo Pasto – Independiente Medellín 1:1 (0:1) Sędzia: Óscar Julián Ruiz Bramki: 0:1 Mauricio Molina 28, 1:1 Wálter Escobar 57 Asociación Deportivo Pasto (trener Néstor Otero): Andrés López – Julio César Tobar (46 Diego Bonilla), Nelson Rivas, Óscar Upegui, Wílmer Díaz, Dúmar Ricardo Rueda, Julio Vidal (44 Luis Ómar Valencia), Jairo Patiño, Carlos Eduardo Salazar (70 Carlos Carabalí), Wálter Escobar, Pablo Jaramillo. Corporación Deportiva Independiente Medellín (trener Víctor Luna): David González Giraldo – Róbinson Muñoz, Andrés Felipe Orozco, Luis Amaranto Perea, William Vásquez (76 Édgar Carvajal), Roberto Carlos Cortés, Juan Fernando Leal, John Javier Restrepo, Tressor Moreno, Juan David Moreno (2 David Fernando Montoya, 65 Ricardo Calle), Mauricio Molina. |

Mistrzem Kolumbii turnieju Finalización w roku 2002 został klub Independiente Medellín, natomiast wicemistrzem Kolumbii – klub Deportivo Pasto.

### Klasyfikacja strzelców bramek turnieju Finalización 2002
| Gole | Piłkarz             | Klub                 |
| ---- | ------------------- | -------------------- |
| 13   | Orlando Ballesteros | Atlético Bucaramanga |
| 13   | Milton Rodríguez    | Deportivo Pereira    |
| 11   | Léider Preciado     | Deportivo Cali       |
| 11   | Pablo Jaramillo     | Deportivo Pasto      |
| 10   | Ricardo Ciciliano   | Tolima Ibagué        |
| 10   | Jairo Patiño        | Deportivo Pasto      |

## Reclasificación 2002
Klasyfikacja całego sezonu ligi kolumbijskiej – łączny dorobek klubów w turniejach Apertura i Finalización.
| Poz | Klub                   | Mecze | Zw | Rem | Por | Pkt | BrZd | BrStr |
| --- | ---------------------- | ----- | -- | --- | --- | --- | ---- | ----- |
| 1   | Deportivo Cali         | 44    | 25 | 11  | 8   | 86  | 82   | 39    |
| 2   | Deportivo Pasto        | 44    | 20 | 10  | 14  | 70  | 61   | 60    |
| 3   | Independiente Santa Fe | 44    | 18 | 16  | 10  | 70  | 61   | 43    |
| 4   | Atlético Nacional      | 44    | 18 | 16  | 10  | 70  | 52   | 39    |
| 5   | América Cali           | 44    | 18 | 13  | 13  | 67  | 53   | 46    |
| 6   | Atlético Bucaramanga   | 44    | 18 | 12  | 14  | 66  | 58   | 51    |
| 7   | Unión Magdalena        | 44    | 18 | 12  | 14  | 66  | 52   | 53    |
| 8   | Once Caldas            | 44    | 16 | 16  | 12  | 64  | 59   | 46    |
| 9   | Deportivo Pereira      | 44    | 15 | 13  | 16  | 58  | 47   | 50    |
| 10  | Quindío Armenia        | 44    | 15 | 13  | 16  | 58  | 42   | 53    |
| 11  | Independiente Medellín | 44    | 13 | 17  | 14  | 56  | 51   | 48    |
| 12  | Envigado               | 44    | 13 | 12  | 19  | 51  | 37   | 45    |
| 13  | Tolima Ibagué          | 44    | 11 | 18  | 15  | 51  | 48   | 56    |
| 14  | Deportivo Tuluá        | 44    | 13 | 10  | 21  | 49  | 37   | 52    |
| 15  | Atlético Junior        | 44    | 11 | 14  | 19  | 47  | 46   | 58    |
| 16  | Atlético Huila         | 44    | 11 | 14  | 19  | 47  | 42   | 61    |
| 17  | Millonarios FC         | 44    | 11 | 13  | 20  | 46  | 42   | 52    |
| 18  | Real Cartagena         | 44    | 11 | 12  | 21  | 45  | 37   | 55    |

## Tablica spadkowa 2002
| Poz | Klub                   | 2000 pkt | 2001 pkt | 2002 pkt | Razem pkt | Średnia |
| --- | ---------------------- | -------- | -------- | -------- | --------- | ------- |
| 1   | América Cali           | 86       | 68       | 67       | 221       | 1.674   |
| 2   | Deportivo Cali         | 61       | 74       | 86       | 221       | 1.674   |
| 3   | Independiente Santa Fe | 74       | 63       | 70       | 207       | 1.568   |
| 4   | Once Caldas            | 60       | 81       | 64       | 205       | 1.553   |
| 5   | Atlético Nacional      | 60       | 63       | 70       | 193       | 1.462   |
| 6   | Tolima Ibagué          | 69       | 68       | 51       | 188       | 1.424   |
| 7   | Millonarios FC         | 69       | 65       | 46       | 180       | 1.364   |
| 8   | Deportivo Pasto        | 50       | 56       | 70       | 176       | 1.333   |
| 9   | Atlético Junior        | 70       | 56       | 47       | 173       | 1.311   |
| 10  | Independiente Medellín | 53       | 63       | 56       | 172       | 1.303   |
| 11  | Envigado               | 58       | 61       | 51       | 170       | 1.288   |
| 12  | Deportivo Tuluá        | 51       | 65       | 44       | 165       | 1.250   |
| 13  | Deportivo Pereira      | 0        | 53       | 58       | 159       | 1.364   |
| 14  | Unión Magdalena        | 0        | 0        | 66       | 154       | 1.167   |
| 15  | Atlético Bucaramanga   | 48       | 40       | 66       | 154       | 1.167   |
| 16  | Quindío Armenia        | 0        | 0        | 58       | 153       | 1.159   |
| 17  | Atlético Huila         | 53       | 42       | 47       | 142       | 1.076   |
| 18  | Real Cartagena         | 51       | 46       | 45       | 142       | 1.076   |

Do drugiej ligi spadł klub Real Cartagena, a na jego miejsce awansował Centauros Villavicencio.